# Полевой, Геннадий Петрович
Полевой (Могила), Геннадий Петрович (укр. Геннадій Петрович Польовий; 3 июня 1927, Одесса — 4 мая 2017 Киев) — советский и украинский художник-график, публицист.

## Биография
Отец — Петр Иванович Могила, артист Государственного Украинского народного хора им. Г. Верёвки в г. Киеве. Мать — Мария Петровна Казакова (Федорова), артистка, режиссёр. 
Супруга — Галина Ильинична Гаркавенко (1933—2008), украинский художник-акварелист.
Сын — Сергей Геннадьевич Полевой (1961), художник, общественный деятель.
Брат — Валерий Петрович Полевой (1927—1986), украинский композитор.
- 1950 — вместе с братом, композитором Валерием Полевым, был репрессирован по обвинению в создании молодёжной антисоветской организации, так называемой «Народно-Освободительной Партии» (НОП), «…ставившей своей задачей подготовку вооружённого восстания с целью свержения в Советском Союзе политического строя».
- 1950—1954 — работал токарем и на лесоповале в «Усольлаге» Соликамска.
- 1954 — реабилитирован.
- С 1957 — начинает участвовать в республиканских, всесоюзных и зарубежных выставках.
- 1960 — окончил Киевский художественный институт, отделение графики, мастерская станковой графики профессора А. С. Пащенко. Педагоги по специальности — В. И. Касиян, И. М. Плащинский, А. С. Пащенко.
- С 1963 — член Союза художников СССР.

Имеет более 20 персональных выставок. Работает в различных живописных техниках, признанный мастер пейзажа. Изображает природу в философски-поэтическом осмыслении. Автор серий: «Крым. Кара-Даг» (1966—2009), «Киев. Днепр»(1968—1981), «Самоцветные Карпаты» (1979—1990), «Подсолнечники Украины» (1981—2004), «Вербы Украины» (1997—2007), «Каньоны села Слободка» (2000), «Днестр» (2001), «Вечерние огни Киева» (2000—2002), «Золотые Тарели» (2002), «Колодцы Подолии» (2007), циклов пейзажей из путешествий по Сибири, Дальнему Востоку, Бурятии, Курильским островам, Якутии, Болгарии, Кавказу, серий декоративных композиций-коллажей, выполненных в оригинальной авторской технике (2002—2008) и др. Более пятидесяти лет творчество Г. П. Полевого непосредственно связано с Украиной.

## Музеи и картинные галереи
- Владивостокская картинная галерея
- Горловский художественный музей
- Государственный музей Великой Отечественной войны (Киев)
- Днепропетровская картинная галерея
- Донецкая картинная галерея
- Дубненский краеведческий музей
- Житомирский краеведческий музей
- Запорожский краеведческий музей
- Ивано-Франковский краеведческий музей
- Каменец-Подольский краеведческий музей
- Киевская детская Академия искусств
- Кировоградский краеведческий музей
- Корсунь-Шевченковский краеведческий музей
- Краеведческий музей Улан-Удэ
- Краматорский художественный музей
- Литературно-мемориальный музей Александра Грина (Феодосия)
- Лубенский краеведческий музей
- Львовский краеведческий музей
- Мариупольский краеведческий музей
- Николаевский художественный музей
- Менский краеведческий музей
- Могилев-Подольский краеведческий музей
- Музей истории Киева
- Музей шестидесятничества, Киев
- Национальный художественный музей Украины (Киев)
- Новоушицкий краеведческий музей
- Павлодарский музей украинского искусства
- Полтавский художественный музей
- Прилуцкий художественный музей
- Севастопольская картинная галерея
- Симферопольская картинная галерея
- Соликамский краеведческий музей
- Сумский художественный музей
- Томский краеведческий музей
- Украинский Дом. Картинная галерея
- Феодосийская картинная галерея
- Харьковский художественный музей
- Херсонский краеведческий музей
- Черкасский художественный музей
- Черниговский исторический музей
- Шушенская картинная галерея

## Публицистика
Полевой, Г. П. «Догнать радугу». Воспоминания о художниках. (укр.) Журнал «Украина. Наука и культура»., выпуск 31, 2002 

(В. Куткин , А. Горская, Г. Гавриленко, Г. Якутович) 

Полевой, Г. П. «Салют в честь мастера». О художнике Г. Малакове (укр.) Журнал «Украина. Наука и культура»., выпуск 30, 1998 

Полевой, Г. П. Воспоминания о композиторе Ю. Щуровском. (укр.) Киев, 2002

Полевой, Г. П. «Лицом к солнцу». Каталог персональной выставки 2008 года. «Иридиум», Киев. 2008 

Полевой, Г. П. Слово про великого мастера (Владимир Куткин)